# 瓜亞比托 (努魯姆區)
瓜亞比托（西班牙語：Guayabito），是巴拿馬的城鎮，位於該國西北部，由恩戈貝-布格雷特區的努魯姆區負責管轄，面積59.7平方公里，2010年人口1,663，人口密度每平方公里27.9人。